# 1925年ソビエト連邦ソビエト大会代議員選挙
1925年ソビエト連邦ソビエト大会代議員選挙（1925ねんソビエトれんぽうソビエトたいかいだいぎいんせんきょ、ロシア語: 1925 г. Выборы в Всесоюзный съезд Советов）は、1925年5月にソビエト連邦で行われたソビエト大会代議員（第3期）の選挙である。

## 概要
ロシア共産党（ボリシェヴィキ）以外の政党は選挙に参加しなかったが、ボリシェヴィキを支持しない非党員も立候補した。

## 選挙データ
- 市・町ソビエト：有権者25,000人につき1名
- 州のソビエト　：有権者125,000人につき1名

## 選挙結果
ロシア共産党が圧倒的な得票率で80%以上の議席を獲得する一方で、無所属議員も大幅に増加した。

### 党派別獲得議席
|                       |                                |           |      |        |
| 党派                  | 党派                           | 獲得 議席 | 増減 | 改選前 |
|                       | ロシア共産党（ボリシェヴィキ） | 1,930     | 044  | 1,974  |
|                       | 無所属                         | 346       | 196  | 150    |
| 総計                  | 総計                           | 2,276     | 152  | 2,124  |
| 出典：Nohlen & Stöver |                                |           |      |        |